# آتلیو پریور
آتلیو پیشین (انگلیسی: Attilio Prior; ۱۸ اکتبر ۱۹۳۴ – ۱۰ ژوئیهٔ ۲۰۲۱) بازیکن فوتبال بود.